# Карелина, Галина Викторовна
Галина Викторовна Карелина (Мотовилова) (род. 23 ноября 1950) — советская фигуристка, бронзовый призёр чемпионата Европы 1971 года, бронзовый призёр чемпионатов СССР 1970 и 1971 годов, серебряный призёр Универсиады 1970 года в парном катании. Мастер спорта СССР международного класса. Выступала в паре с Георгием Проскуриным. Работает тренером по парному фигурному катанию на коньках в Москве.

## Спортивные достижения
| Соревнования/Сезоны              | 1967 | 1968 | 1969 | 1970 | 1971 | 1972 |
| -------------------------------- | ---- | ---- | ---- | ---- | ---- | ---- |
| Чемпионаты мира                  |      |      |      | 4    | 8    |      |
| Чемпионаты Европы                |      |      |      | 4    | 3    |      |
| Чемпионаты СССР                  | 4    |      | 6    | 3    | 3    | 4    |
| Зимние Универсиады               |      |      |      | 2    |      |      |
| Приз газеты «Московские новости» |      | 3    |      |      | 2    | 3    |